# ديفيد لان (مغني)
ديفيد لان (بالإنجليزية: David Lane)‏ هو مغني أسترالي، ولد في 31 يناير 1981.

## وصلات خارجية
- دايفيد لين على موقع IMDb (الإنجليزية)
- دايفيد لين على موقع ميوزك برينز (الإنجليزية)
- دايفيد لين على موقع ميوزك برينز (الإنجليزية)
- دايفيد لين على موقع ديسكوغز (الإنجليزية)
- دايفيد لين على موقع ديسكوغز (الإنجليزية)